# Everything Remains (As It Never Was)

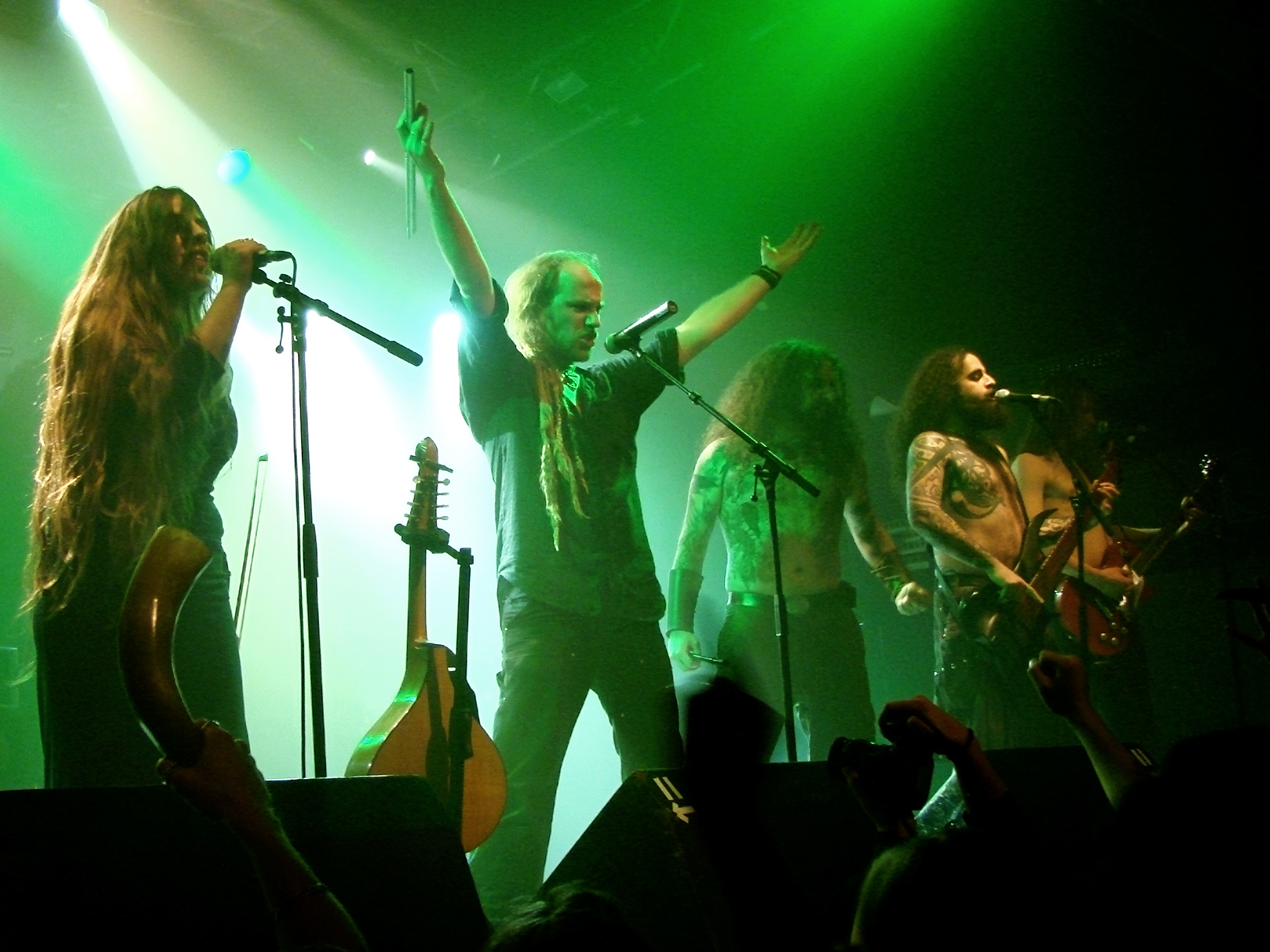
Kapela Eluveitie

Everything Remains (As It Never Was) je čtvrté album švýcarské folkmetalové kapely Eluveitie. Bylo vydáno 19. února 2010 v nakladatelství Nuclear Blast.

## Seznam skladeb
| Pořadí         | Název                              | Hudba                           | Text           | Délka |
| -------------- | ---------------------------------- | ------------------------------- | -------------- | ----- |
| 1.             | Otherworld                         | Glanzmann                       | Glanzmann      | 1:57  |
| 2.             | Everything Remains as It Never Was | Glanzmann                       | Glanzmann      | 4:25  |
| 3.             | Thousandfold                       | Glanzmann, Henzi                | Glanzmann      | 3:20  |
| 4.             | Nil                                | Glanzmann                       | Glanzmann      | 3:43  |
| 5.             | The Essence of Ashes               | Glanzmann, Henzi                | Glanzmann      | 3:59  |
| 6.             | Isara                              | Glanzmann                       | Glanzmann      | 2:44  |
| 7.             | Kingdom Come Undone                | Glanzmann                       | Glanzmann      | 3:22  |
| 8.             | Quoth the Raven                    | Glanzmann, Henzi, Murphy, Tadić | Glanzmann      | 4:42  |
| 9.             | (Do)minion                         | Glanzmann                       | Glanzmann      | 5:07  |
| 10.            | Setlon                             | Glanzmann                       | Glanzmann      | 2:36  |
| 11.            | Sempiternal Embers                 | Glanzmann                       | Glanzmann      | 4:52  |
| 12.            | Lugdūnon                           | Glanzmann                       | Glanzmann      | 4:01  |
| 13.            | The Liminal Passage                | Glanzmann                       | Glanzmann      | 2:15  |
| Celková délka: | Celková délka:                     | Celková délka:                  | Celková délka: | 57:19 |